# サンマリノ・スタジアム
サンマリノ・スタジアム（San Marino Stadium）は、サンマリノ・セラヴァッレにある多目的スタジアムで、サッカーサンマリノ代表の本拠地である。
完成は1969年で1985年にはIOCの承認を受けてスタディオ・オリンピコに改称。2014年にはUEFAの支援を受けて改修された。